# Domingos do Rosário Artur
Domingos do Rosário Artur (Gurué, Zambézia, 11 de Setembro de 1964) é um investigador sociocultural moçambicano, condecorado com o título de Officier de l´Ordre des Arts et des Lettres (Oficial da Ordem de Artes e Letras)  – uma distinção concedida pelo Ministério da Cultura da França que visa recompensar as pessoas que se distinguem pela sua criação no domínio artístico ou literário ou pela sua contribuição ao desenvolvimento das artes e das letras na França e no mundo.

## Biografia
Domingos Artur terminou a Licenciatura em Sociologia pela Universidade de Paris-VIII, França, em 1994 e o Mestrado em Desenvolvimento Rural pela Universidade Eduardo Mondlane em 2009. Possui um diploma profissional em Políticas Culturais, pelo Observatório de Políticas Culturais de Grenoble, França, obtido em 2010.
Desde 1987que é Pesquisador Sociocultural de carreira, na ARPAC (actual Instituto de Investigação Sociocultural), tendo trabalhado na Delegação de Sofala (Beira (1987-1996); transferido para Manica, onde foi investigador e Delegado Provincial (1996-2001).
Além de coordenar trabalhos de investigação e publicações nestas províncias, colaborou de forma filantrópica em vários programas sociais. Por exemplo:
- Foi colaborador/assistente da União dos Camponeses de Manica (UCAMA);
- Foi membro fundador e primeiro Coordenador Provincial do Fórum Terra – dedicado à divulgação da Lei de Terras e à promoção do camponês

Em 2001, foi transferido para a sede do Ministério da Cultura e Turismo, em (Maputo), onde desempenhou diversas funções, nomeadamente:
• Director Nacional de Actividades Culturais (2001-2004);
• Director Nacional de Cultura (2005-2010);
• Director Nacional de Promoção das Indústrias Culturais (2010-2011);
• Secretário Executivo da Comissão Nacional de Títulos Honoríficos e Condecorações (2011-2015);
• Secretário Geral do Ministério da Cultura e Turismo (2015-2020).
No desempenho destas e de outras funções, Domingos Artur representou o Ministério e o país em fóruns sectoriais ao nível da SADC, União Africana e UNESCO. Também participou e coordenou a elaboração de diversas propostas normativas para o setor da cultura. Dirigiu a organização de Festivais de Cultura Nacionais, Conferências e coordenou a subcomissão de Cultura no âmbito dos X Jogos Africanos de 2011, realizados em Maputo, tendo sido o autor do guião artístico do ballet das cerimónias de abertura e encerramento, o que fez em diversas ocasiões durante os Festivais Nacionais de Cultura.

## Obras
Domingos Artur possui uma extensa e diversificada obra literária. Entre os títulos que publicou estão os seguintes:
- Pequena história da cidade da Beira (1989)
- Makombe: subsídios à reconstituição da sua personalidade (1996)
- Tradição e modernidade: que lugar para a tradição africana na governação descentralizada de Moçambique? (1999)
- Cidade de Chimoio: Ensaio sócio-histórico (1999)
- A participação das autoridades comunitárias na governação local (2003)
- Cidade de Gurué: heranças e continuidades (2003)
- Antologia de jovens escritores de Manica – organizador (2003)
- Manyika: breve historial da cidade de Manica (2009)
- Ngano – contos populares da província de Manica (2013)
- José Filipe Magalhães: uma vida épica no atletismo (2015)
- Revolta de Báruè – história sociopolítica da insurreição dos Makombe (2018)
- Os Pimentel (1ª ed. em 2022; uma história de reinvenção do hóquei em patins em Moçambique)

## Prémios
- 2021 - Atribuição da Medalha Officier des Arts et des Lettres[2]